# シャシュテパ

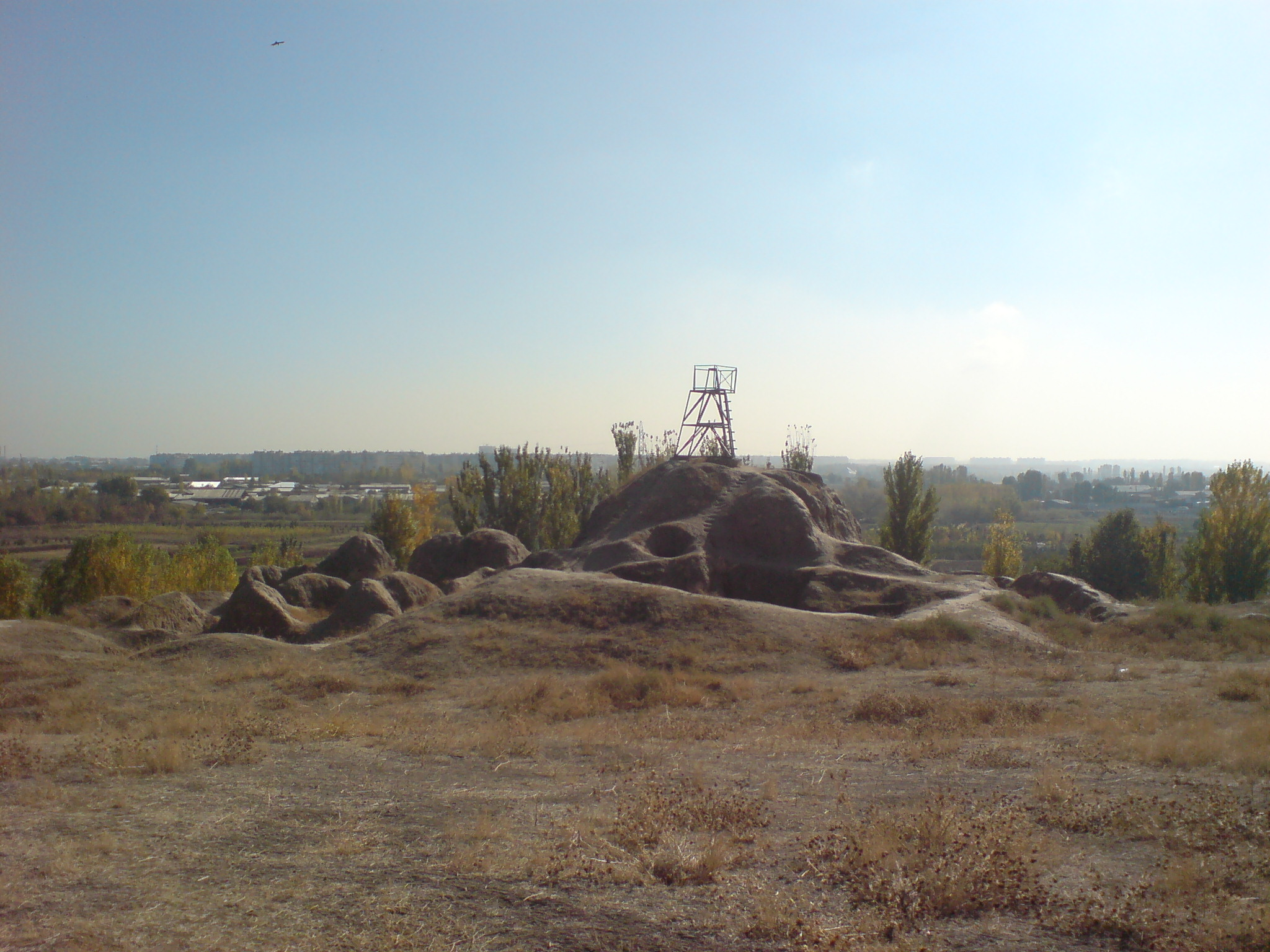
シャシュテパの宮殿跡

シャシュテパ (ラテン文字: Shashtepa, ロシア語: Шаштепа、シャーシュ・テパやシャシュ・テペ - Shash-Tepe、チャシュテペ - Chashtepeとも呼ばれる) はウズベキスタン・タシュケント南西部郊外にある都市遺跡である。
考古学者によると、現存しているシャシュテパが建設されたのは紀元前3世紀頃とされており、人々が現代のタシュケント周辺地域に居住を始めた初期の集落と考えられている。タシュケント市ではシャシュテパが街の起源であるとして、2009年に街の設立2200周年を祝う行事が行われた。

## 概要

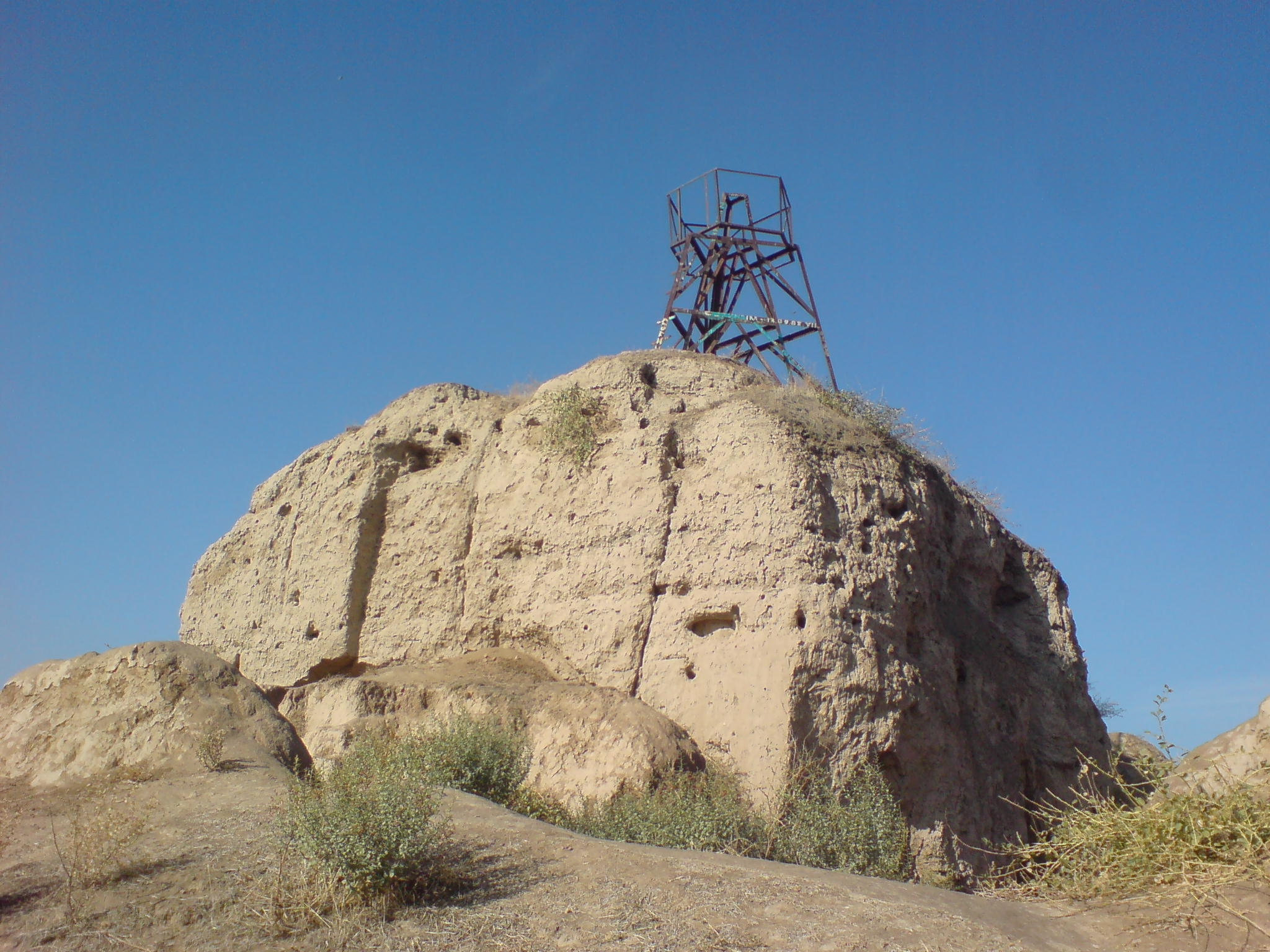
シャシュテパの要塞跡

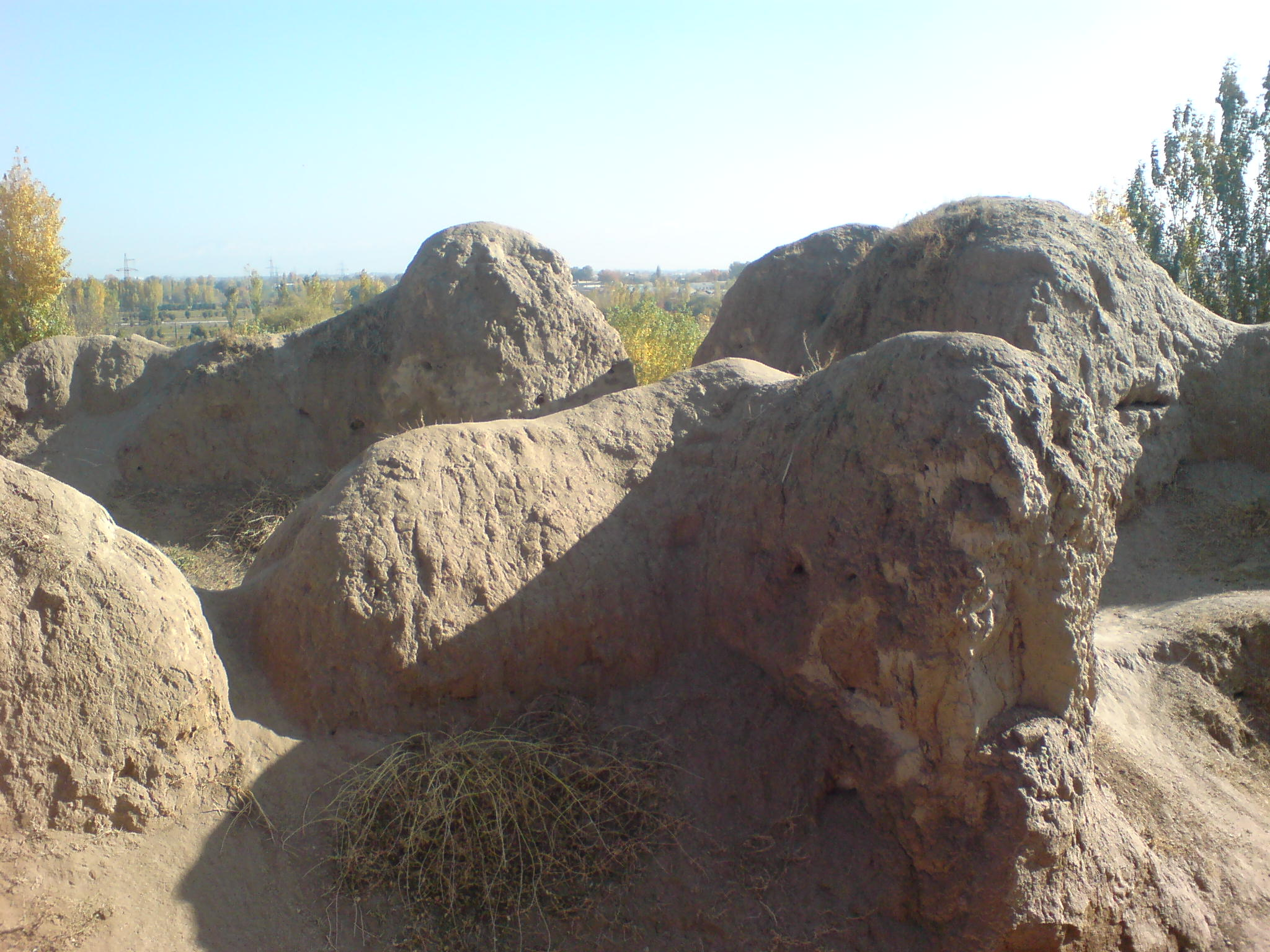

研究対象とされているシャシュテパの全面積は約25haである。現存しているシャシュテパの最高点は高さ12mの要塞跡である。要塞跡付近には現代的なビルが建設されている。
チャーチュ (シャーシュ、現在のタシュケント) の領域に初めて人が住み着いた集落はブルグリュク (ブルグルユク、Burgulyuk, Бургулюк) 文化と呼ばれる文化に属する。ブルグルユク文化という名前は、考古学者のアレクセイ・イヴァノヴィチ・テレノジュニン (Aleksey Ivanovich Terenojnin, Алексей Тереножнин) がこの遺跡をアハンガラン渓谷にあるブルグリュク川の岸辺で発見したことに由来している。この文化の最初の集落の起源は紀元前9〜7世紀の青銅器時代に遡り、アハンガランまでその範囲が及んでいた。これらの集落の一つがシャシュテパであった。ブルグリュク川周辺の住民は古代集落に関しては気づかずに生活していた。発見された半円形の小屋の内部は木の枝で作った屋根の下に作られた2m四方の空間となっており、レンガ造りの暖炉や火鉢があった。ナイフやダガー、鏃などの武器、集落の住民が育てたコムギ、オオムギなどの穀物を収穫するための鎌やボウル、ポットなどの陶器、靭皮繊維、羊毛、ケナフで作った衣服は見つかったものの、綿花は見つからなかった。彼らは独自の文化を持ち、容易に判別可能であった。理由は不明であるものの、紀元前7〜6世紀に集落に人は住まなくなった。
紀元前3世紀、周辺地域には遊牧民が住み着いていたが、彼らが実在した跡は墓のみにしか見ることができない。彼らはブルグルユク文化に見られた小屋を建てることをやめ、直接埋葬するようになった。これらの墓は長さ2mほどの長方形をしており、葦を敷いた上に埋葬されたと考えられる。残された埋葬品より、彼らの部族はサルマタイが居住していたウラルやヴォルガ地方からやってきたと考えられている。